# Park Narodowy Necz Sar
Park Narodowy Necz Sar – park narodowy położony w regionie administracyjnym Jedebub Byhierocz, Byhiereseboczynna Hyzbocz w Etiopii. Został utworzony w 1974. Obejmuje powierzchnię 514 km².

## Fauna
Na terenie Parku Narodowego Necz Sar występuje wiele gatunków zwierząt, wśród których można wymienić: zebry stepowe, bawolce krowie, gazele Granta, dik-diki, kudu wielkie, hipopotamy nilowe, krokodyle nilowe, buszboki, pawiany anubis, świnie, werwety oraz szakale czaprakowe.